# 泰安酢坊遺址
泰安酢坊遺址位於四川省遂寧市射洪縣，文物遺址年代判定為明至清。2012年7月16日公佈為第八批四川省文物保護單位。

## 簡介[2]
“泰安酢坊”遺址位於四川省遂寧市射洪縣沱牌鎮中街149號。始于唐代，面積929平方公尺。經四川省文物考古研究院組織專業人員進行考古勘探與搶救性發掘，清理出的遺跡主要有：建築基址、灰坑三個、晾堂三處、釀酒窖池六口、接酒池一個。“泰安酢坊”由清末柳樹鎮開明酒商李明方從古酒坊易名而來，有“舉酒恭祝國泰民安”之意，現存古窖池兩口、古沱泉水井一眼，作坊內設施齊全，歷史傳承真實完整，保存完好，展示出沱牌泰安酢坊白酒釀制工業自明、清以來的發展歷程，至今仍在正常生產。2002年，泰安酢坊遺址被射洪縣人民政府公佈為縣級文物保護單位；2004年，泰安酢坊遺址被遂寧市人民政府公佈為市級文物保護單位。